# Anatomska ravnina
Anatomska ravnina je vsaka izmišljena in navidezna ploščata površina, ki poteka skozi človeško telo v določeni smeri. S pomočjo teh hipotetičnih geometričnih ravnin je mogoče človeka razdeliti na več (pogosto enakomernih) delov. Anatomske ravnine velikokrat uporabljajo biologi in zdravniki, ko opisujejo človeško telo in njegove značilnosti, saj omogočajo lažje lociranje posamičnih delov telesa (recimo organov). Obstaja neskončno število anatomskih ravnin, ki jih lahko pod določenim kotom in v specifični smeri povlečemo skozi človeško telo, najpogosteje pa se omenja tri glavne ravnine; čelno (ali frontalno), prečno (ali transverzalno) in sredinsko (ali sagitalno).

## Tipi ravnin
Pri opisovanju človeškega telesa se najpogosteje obravnava tri najpomembnejše anatomske ravnine; čelno (ali frontalno), prečno (ali transverzalno) in sredinsko (ali sagitalno).

### Čelna ravnina
Čelna ali frontalna (pa tudi koronalna) ravnina je vzporedna s čelom in človeško telo razdeli na prednji ali ventralni (lat. ventralis) oziroma anteriorni del (npr. trebuh in obraz) ter zadnji ali dorzalni (lat. dorsalis) oziroma posteriorni del (npr. hrbet in zadnji del glave). Frontalna anatomska ravnina je nameščena pravokotno na sredinsko ravnino.

### Sredinska ravnina
Sredinska ali sagitalna ravnina je navpično (vertikalno) potekajoča anatomska ravnina, ki poteka skozi sredino telesa in človeško telo predeljuje na dva enaka dela (levi ali sinister in desni ali dexter). Pod pojmom sagitalna anatomska ravnina se včasih obravnava vsako ravnino, ki leži vzporedno na sredinsko ravnino, ponekod pa je ta izraz sopomenka sredinske ravnine. Sredinski ravnini pravimo tudi mediana anatomska ravnina. Strukture, ki so bližje sredinski ravnini, imenujemo medialne (lat. medialis), medtem ko so lateralni (lat. lateralis) ali bočni oziroma stranski predeli oddaljeni od sredinske ravnine.

### Prečna ravnina
Prečna ali transverzalna (pa tudi horizontalna) ravnina je nameščena pravokotno na obe drugi ravnini (čelno in sredinsko), človeško telo pa predeljuje na dva neenaka dela (zgornji ali superioren oziroma kranialen in spodnji ali inferioren oziroma kavdalen). Transverzalna ravnina je vodoravna in vzporedna s tlemi.